# Super Bowl 50
El Super Bowl 50 o Super Bowl L (oficialmente en esta edición con números arábigos en vez de los habituales números romanos) es la 50.ª edición del Super Bowl de fútbol americano, y la 46.ª de su era moderna en la National Football League (NFL), y fue disputada por Denver Broncos y Carolina Panthers. Se trató de la final del campeonato que decidió al campeón de liga de la temporada 2015 de la NFL.
Fue bautizado como la Super Bowl de Oro por su localización en el denominado Estado Dorado (California), además de que tradicionalmente el 50.º aniversario es llamado el aniversario dorado. Esta edición fue la primera Super Bowl en celebrarse en el Área de la Bahía de San Francisco desde la Super Bowl XIX en enero de 1985.
El partido, que se disputó el 7 de febrero de 2016 y en el cual resultó ganador el equipo de los Denver Broncos, se jugó en el Levi's Stadium de Santa Clara, California, el estadio de la sede de San Francisco 49ers. Desde el principio del partido Denver se puso por delante en el marcador y mantuvo la renta favorable hasta el final.

## Antecedentes

### Proceso de selección anfitriona

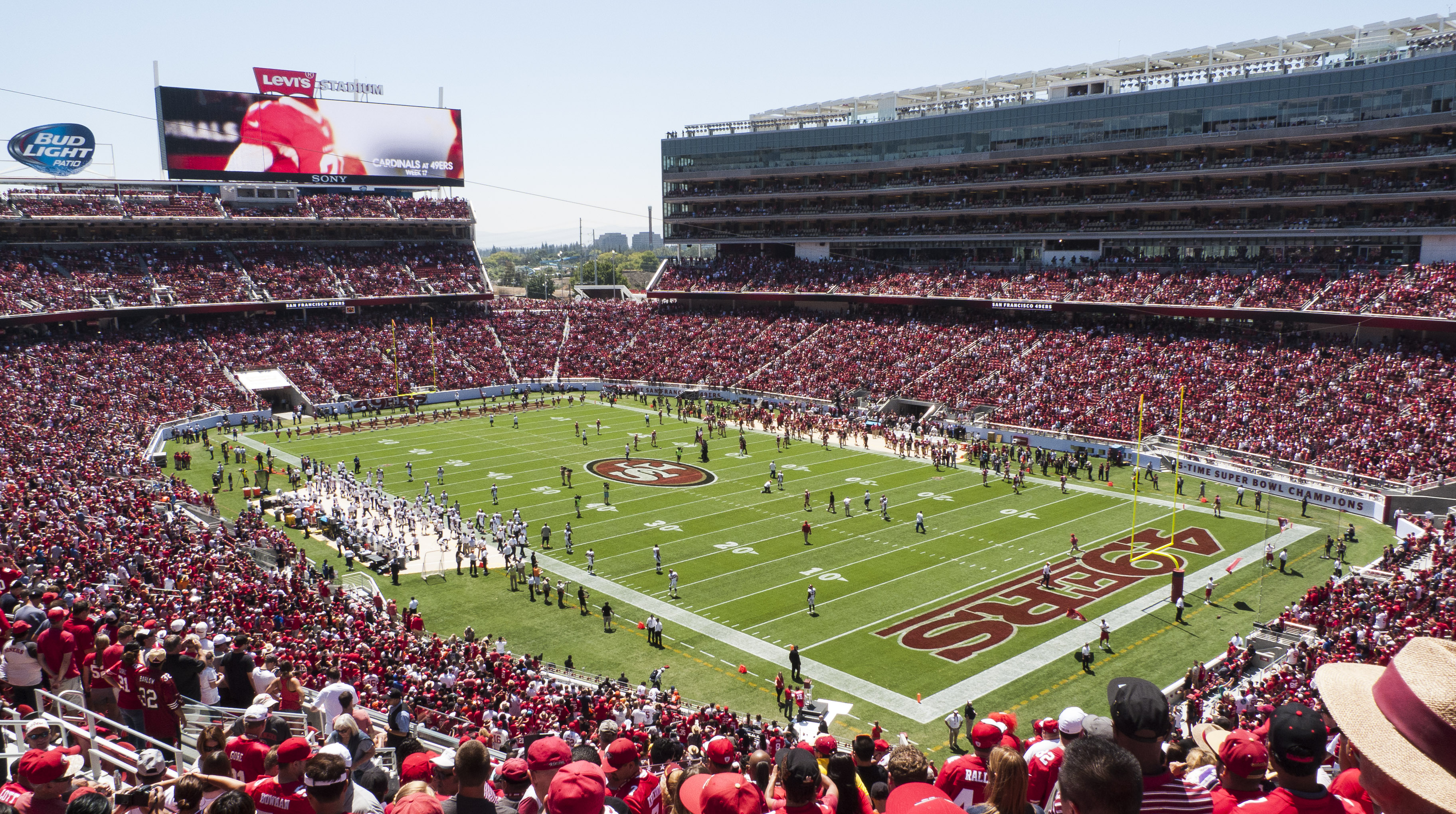
Levi's Stadium en Santa Clara, California fue escogido como el anfitrión del Super Bowl 50.

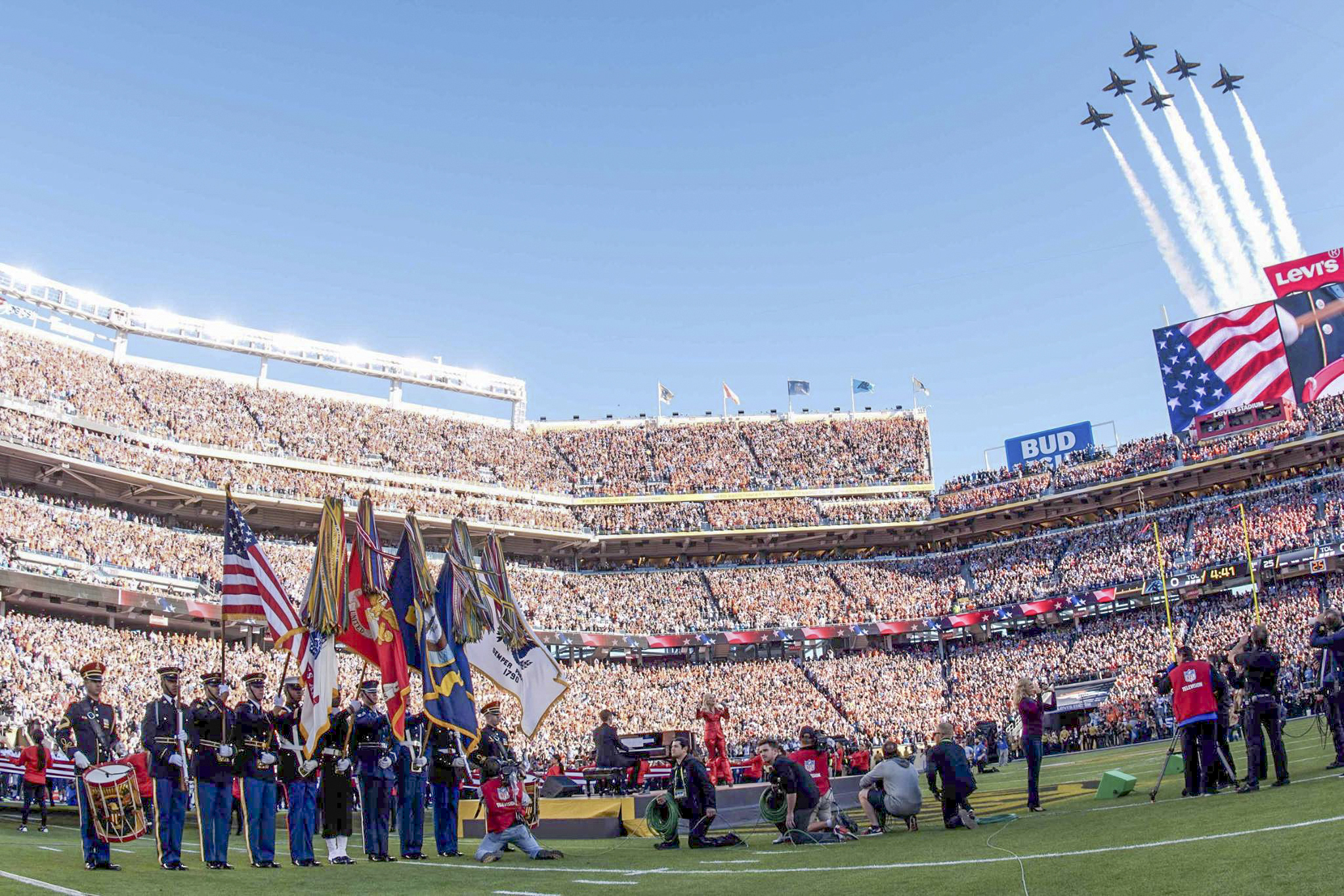
Ceremonia de apertura del Superbowl 50.

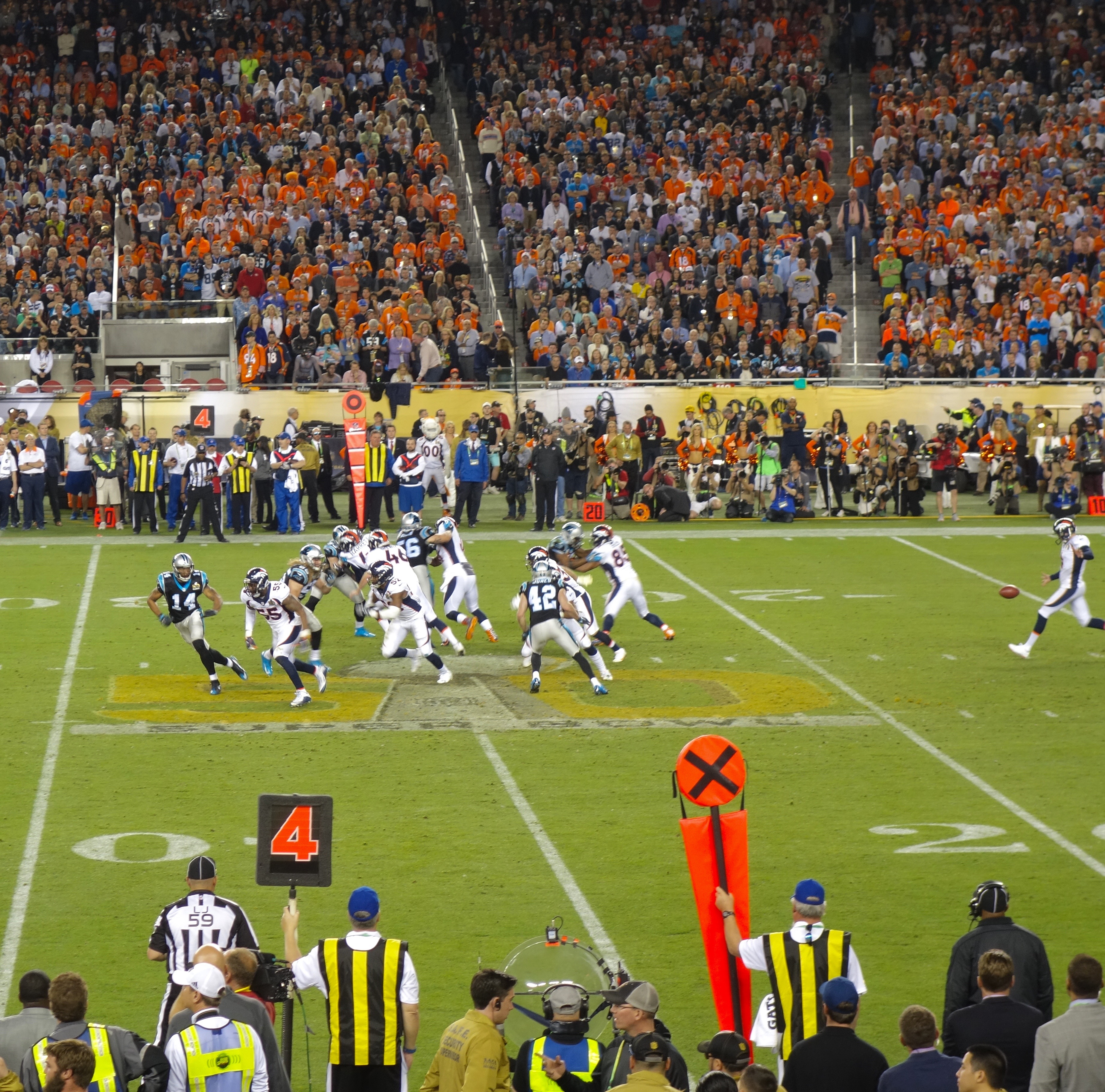
Imagen del Superbowl 50

A principios de 2012, el comisario de la NFL declaró que el planteamiento para realizar la 50.ª edición del Super Bowl es espectacular y que será un partido importante para nuestra liga.
Aunque en ese momento no había ninguna franquicia de la NFL en el área de Los Ángeles, Goodell explicó en 2009 que el partido se podría celebrar allí para la quincuagésima Super Bowl y conmemorar la Super Bowl I, que se celebró en Los Angeles Memorial Coliseum. Cuando Goodell hizo dicho comentario, había propuestas para construir dos estadios que podrían haber acogido el juego: Campo de Labradores en Los Ángeles Céntrico (L.Un. Vivo) y Estadio de Los Ángeles en Ciudad de Industria, California.
Las ubicaciones donde se planteó realizar el evento inicialmente fueron:
| N. | Estadio | Estadio                 | Localidad     | Localidad  | Localidad      |
| -- | ------- | ----------------------- | ------------- | ---------- | -------------- |
| 1  |         | AT&T Stadium            | Arlington     | Texas      | Estados Unidos |
| 2  |         | Mercedes-Benz Superdome | Nueva Orleans | Luisiana   | Estados Unidos |
| 3  |         | Levi's Stadium          | Santa Clara   | California | Estados Unidos |
| 4  |         | Sun Life Stadium        | Miami Gardens | Florida    | Estados Unidos |
| 5  |         | CenturyLink Field       | Seattle       | Washington | Estados Unidos |

Finalmente fueron elegidos tres posibles lugares: Mercedes-Benz Superdome de Nueva Orleans, Sun Life Stadium de Florida y Levi's Stadium de la bahía de San Francisco.
La liga anunció el 16 de octubre de 2012, que los dos finalistas fueron el Sun Life Stadium y el Levi's Stadium.
El 21 de mayo de 2013 los directivos de la NFL en las reuniones que celebraron en primavera en Boston votaron y otorgaron el partido en Levi's Stadium. El estadio fue inaugurado en 2014 con un coste de 1 200 millones de dólares.

### Promoción
Varios temas con motivos dorados serán exhibidos durante la edición de 2015 de la NFL para promocionar la 50.ª Super Bowl. Se han tintado de oro los logotipos en las diferentes propiedades de la propia NFL y se han pintado en los campos la numeración de la línea de 50 yardas con el color dorado y, tras la séptima semana, todas chaquetas de línea de banda y los sombreros se presentarán con oro cortado en los logotipos.

### Uso del número arábigo
La NFL anunció el 4 de junio de 2014, que el partido sería comercializado con el número árabe "50" en vez del número Romano "L". Los números romanos han sido utilizados por la liga desde el Super Bowl V en 1971. El uso de números romanos se retomará con el Super Bowl LI, el cual tendrá lugar en el estadio NRG de Houston en febrero de 2017. Según Jaime Weston, el vicepresidente de la liga de marketing y creatividad, una razón primaria para el cambio fue la dificultad del diseño de un logotipo adecuado para el partido. A pesar de que la liga estandarizó los logotipos del Super Bowl desde el Super Bowl XLV de modo que todo debería seguir el mismo estilo, los diseñadores gráficos determinaron que utilizando la plantilla con una única letra "L" no habría sido lo suficiente estético. El logotipo también diferirá en que el número árabe "50" se grafiará en grandes números de oro tras el logotipo, con un 5 y un 0 en cada uno de los lados opuestos del Trofeo Vince Lombardi, en vez de debajo y en color plata como el logotipo estándar. El logotipo regional incluye el Levi's Stadium y presenta hitos de San Francisco.

### Acontecimientos de la semana del Super Bowl

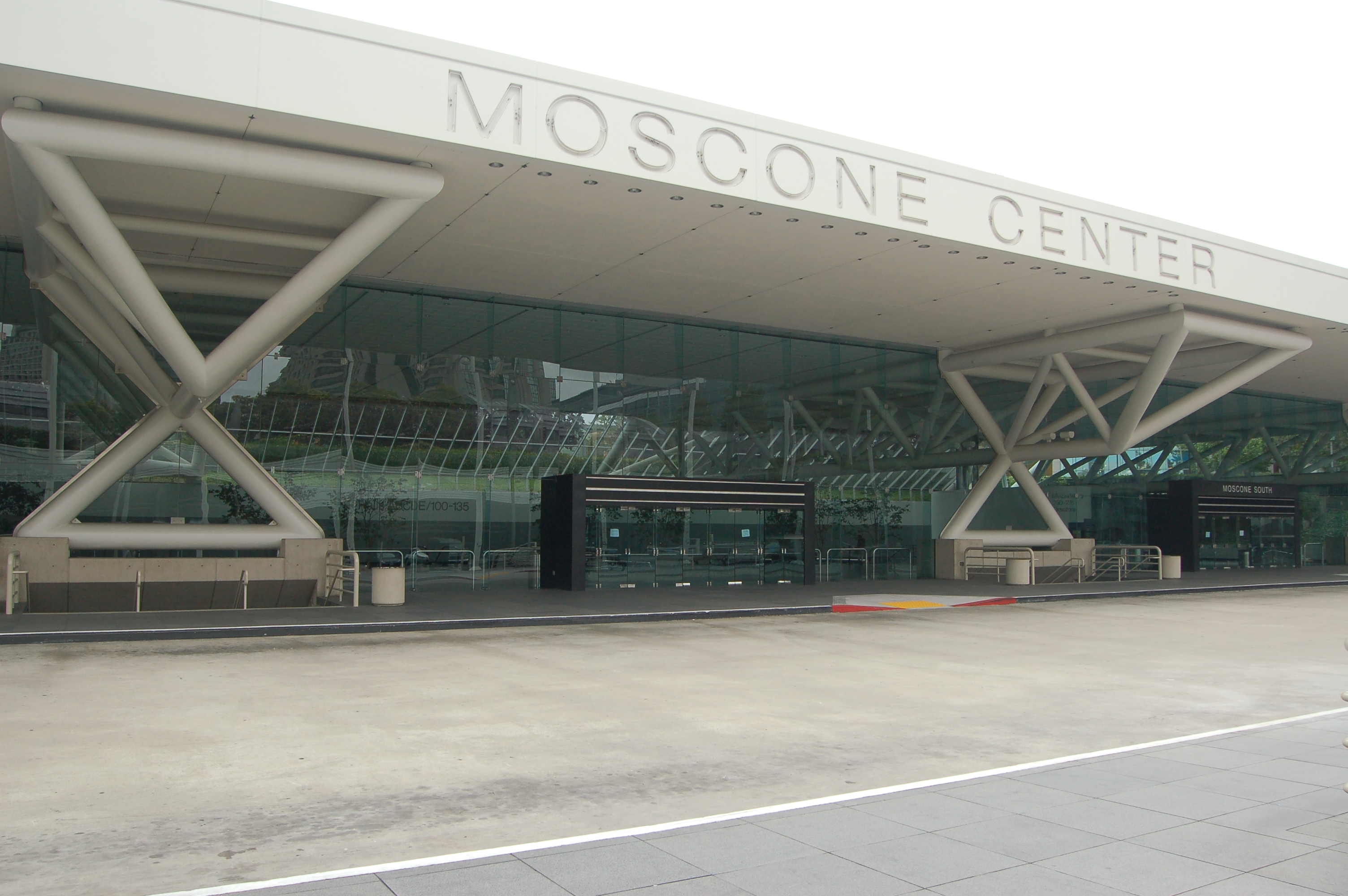
Exterior del Centro Moscone de San Francisco.

El anual NFL Experience será realizado en el Centro Moscone de San Francisco. Además, la "Super Bowl City" se abrirá el 30 de enero de 2016 en la plaza Justin Herman en El Embarcadero, presentando juegos y actividades que destacarán la tecnología del área de la bahía, creaciones culinarias, y diversidad cultural. Más de 1 millón de personas se esperan para celebrar las festividades en San Francisco durante la semana del Super Bowl.
Además, hay previstos 2 millones de dólares para otros acontecimientos, incluyendo un desfile de Santa Clara's Great America Parkway con un coste previsto de 1,2 millones de dólares, acontecimientos en el Centro de Convención de Santa Clara y un festival alimentario en Bellomy Field en la Universidad de Santa Clara. Un asesor profesional de recaudación de fondos se encarga de encontrar patrocinadores empresariales y donantes individuales, pero todavía podría ser necesaria ayuda financiera del ayuntamiento parar realizar los eventos. La financiación adicional será proporcionada por el ayuntamiento, el cual ya ha anunciado que planea aportar financiación para el acontecimiento.
El Comité Anfitrión del Super Bowl 50 ha asegurado que será "la mejor Super Bowl que se ha realizado nunca" y dedicará el 25% de todo el dinero recaudado para diferentes causas sociales en el área de Bahía. El comité anfitrión ya ha conseguido aproximadamente 40 millones de dólares a través de patrocinadores, de entre los que se encuentran, Apple, Google, Yahoo!, Intel, Gap, Chevron, y Dignity Health.

### Espectáculo de medio tiempo
El 3 de diciembre de 2015 se confirmó que la banda británica Coldplay encabezaría el espectáculo de medio tiempo. En enero de 2016, un mes antes de la actuación, fue revelado que la agrupación contaría con los artistas Bruno Mars y Beyoncé como invitados especiales.

## Retransmisión

La cadena CBS retransmitió en directo el partido.

La cadena Telemundo retransmitió en directo el partido.

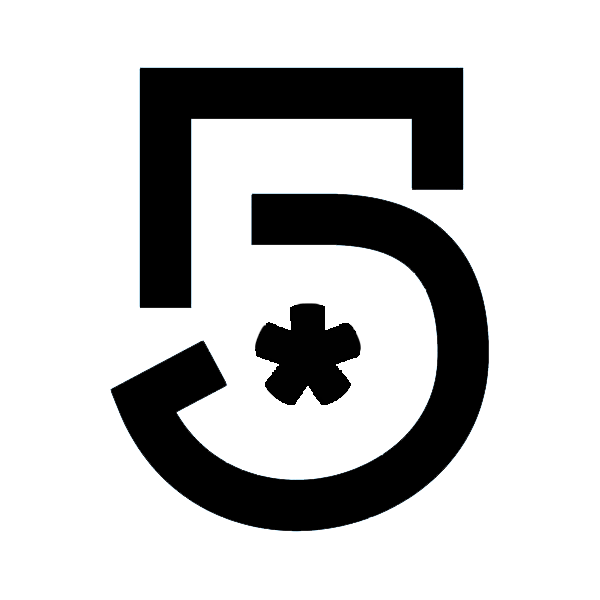
Canal 5 transmitió en directo el Super Bowl

### Televisión de Estados Unidos
La cadena CBS dispone los derechos de emisión del partido. Su equipo de emisión formado por Jim Nantz, Phil Simms y Tracy Wolfson retransmitieron el partido. CBS transmitió en vivo a través de su sitio web y aplicaciones para dispositivos tvOS, Roku, Xbox One, Windows 10 y chromecast de manera gratuita en Estados Unidos. Para visualizar el Super Bowl a través de CBS desde un iPhone y teléfonos Android, el usuario debe ser cliente de Verizon Wireless

#### Anuncios
CBS dispone de un índice base de anuncios de 30 segundos por 5 000 000 de dólares, como valor simbólico de la 50.ª Super Bowl.

### Radio
Westwood One retransmitió el partido en toda América del Norte.

### Televisión deMéxico
Las cadenas Televisa y TV Azteca a través de sus canales Azteca Siete y Canal 5 transmitieron en televisión abierta y televisión de paga en directo.